# Маккарти, Фредерик
Фредерик Мак-Карти (англ. Frederick McCarthy; 15 октября 1881, Стратфорд, Канада — 15 февраля 1974, Торонто, Канада) — канадский велогонщик, бронзовый призёр летних Олимпийских игр 1908.
На Играх 1908 в Лондоне Мак-Карти соревновался во всех дисциплинах. Он завоевал бронзовую медаль в командной гонке преследования. В остальных заездах он не прошёл дальше первых раундов.